# 3-as villamos (Szczecin)
A szczecini 3-as jelzésű villamos a Pomorzany – Brama Portowa – Las Arkoński útvonalon közlekedik. A 8,7 km hosszú vonalon 1905-ben indult meg a közlekedés. A vonalat a Tramwaje Szczecińskie közlekedteti a Zarząd Dróg i Transportu Miejskiego megrendelésére.

## Útvonala
| Pomorzany felé | Las Arkoński felé |
| --- | --- |
| Las Arkoński - Arkońska – Niemierzyńska – Krasińskiego – Wyzwolenia – Niepodległości – Dworcowa – Nowa – Kolumba – Chmielewskiego – Smolańska - Pomorzany | Pomorzany - Smolańska - Chmielewskiego - Kolumba - Nowa - Dworcowa - Niepodległości - Wyzwolenia - Krasińskiego - Niemierzyńska - Arkońska - Las Arkoński |

## Megállóhelyek és átszállási lehetőségek
| 3 (Las Arkoński – Pomorzany) |                                        |                        |
| Megállóhely                  | Település                              | Átszállási kapcsolatok |
| Las Arkoński                 | Arkońskie-Niemierzyn                   | Villamos               |
| Wojciechowskiego             | Arkońskie-Niemierzyn                   | Villamos               |
| Tatrzańska                   | Arkońskie-Niemierzyn                   | Villamos               |
| Arkońska Szpital             | Arkońskie-Niemierzyn                   | Villamos               |
| Wszystkich Świętych          | Arkońskie-Niemierzyn                   | Villamos               |
| Niemierzyńska Technopark     | Niebuszewo-Bolinko                     | Villamos               |
| Muzeum Techniki              | Niebuszewo-Bolinko                     | Villamos               |
| Krasińskiego                 | Niebuszewo-Bolinko                     | Villamos               |
| Kołłątaja                    | Niebuszewo-Bolinko, Śródmieście Północ | ,                      |
| Odzieżowa                    | Śródmieście Północ                     | ,                      |
| Rayskiego                    | Śródmieście Północ, Centrum            | ,                      |
| Plac Rodła                   | Centrum                                | ,                      |
| Plac Żołnierza Polskiego     | Stare Miasto                           | ,                      |
| Brama Portowa                | Stare Miasto                           | ,                      |
| Plac Tobrucki                | Nowe Miasto                            |                        |
| Dworzec Główny               | Nowe Miasto                            | Villamos               |
| Kolumba                      | Nowe Miasto                            | Villamos               |
| Nadodrzańska                 | Nowe Miasto                            | Villamos               |
| Tama Pomorzańska             | Pomorzany                              | Villamos               |
| Świętego Józefa              | Pomorzany                              | Villamos               |
| Pomorzany                    | Pomorzany                              | ,                      |

## Járművek
A viszonylaton alacsony padlós Moderus Beta, valamint magas padlós 105Ng/2015, 105N2k/2000 és Tatra KT4DtM villamosok közlekednek.
| Kép | Típus               | Gyártó                       | Gyártásban  |
| --- | ------------------- | ---------------------------- | ----------- |
|     | Tatra KT4DtM        | ČKD                          | 1974 – 1997 |
|     | Konstal 105N2k/2000 | Konstal                      | 2000 – 2001 |
|     | Moderus Beta MF15AC | Modertrans                   | 2014-ben    |
|     | Konstal 105Ng/2000  | Centralne Warsztaty Szczecin | 2015 – 2016 |